# Waratthanun Sukritthanes
Waratthanun Sukritthanes (taj. วรัตถนันท์ สุขฤทธาเนส; ur. 5 grudnia 1993) – tajska snookerzystka. W 2018 roku zdobyła tytuł mistrzyni świata w snookerze IBSF, a w 2017 była wicemistrzynią.

## Biografia
Sukritthanes dotarła do finału Mistrzostw Świata w Snookerze Kobiet IBSF 2017, przegrywając 2–5 z Wendy Jans, która wygrała turniej po raz szósty z rzędu (i siódmy w sumie). Sukritthanes wygrała wszystkie cztery mecze grupowe 3–0, a następnie pokonała Arantxę Sanchis 4–2 i Nutcharut Wongharuthai 4–0, docierając do finału, w którym przegrała pierwsze dwa frames z Jans, po czym wyrównała na 2–2. Następnie Jans wygrała trzy frejmy z rzędu, zdobywając tytuł.
Podczas Mistrzostw ISBF 2018 Sukritthanes ponownie przeszła przez fazę grupową, nie oddając ani jednego frejma, wygrywając trzy swoje mecze 3–0 i zajmując pierwsze miejsce w tabeli kwalifikacyjnej, wyprzedzając Ng On yee, jedyną inną zawodniczkę, która nie przegrała ani jednego frejma. Następnie pokonała Arantxę Sanchis 4–2, Anastasię Nechaevą 4–0 i Amee Kamani 4–2, co pozwoliło jej na rewanż za ubiegłoroczny finał z Wendy Jans. W finale Sukritthanes wygrała pierwszą partię. Jans wygrała kolejne dwie, zanim Sukritthanes wygrała cztery z rzędu, z breakami 30 i 56, wygrywając ostatnią partię, a tym samym cały mecz i cały turniej.
Wzięła udział w zawodach Asian Indoor and Martial Arts Games 2017 w kategorii 6-reds, zdobywając srebro po przegranej z Nutcharut Wongharuthai w finale.
W latach 2017–2019 Sukritthanes co roku docierała do ćwierćfinałów Mistrzostw Świata Kobiet w Snookerze. W latach 2017 i 2018 wygrała wszystkie mecze grupy kwalifikacyjnej. W ćwierćfinale przegrała 3–4 z późniejszą mistrzynią Ng On Yee w 2017 i 2–4 z Rebeccą Kenną w 2018 r. W 2019 roku Reanne Evans pokonała Sukritthanes 4–2 w ćwierćfinale. Evans zdobyła swój dwunasty tytuł.
W 2018 roku była półfinalistką Mistrzostw Świata Kobiet na 10 czerwonych, wygrywając trzy mecze 3–0 przed porażką 1–3 z Reanne Evans, a także Mistrzostw Świata w sześciu czerwonych, w których Ng On Yee pokonała ją 3–2. Sukritthanes awansowała do kolejnego etap turnieju 6-reds w 2019, ale w finale ponownie przegrała z On Yee, tym razem 3–1.
W czerwcu 2019 roku wspólnie z Baipat Siripaporn wygrała pierwszy Puchar Świata w snookerze Kobiet.

## Tytuły i osiągnięcia
- Półfinalista Mistrzostw Świata w Snookerze IBSF 2015
- Wicemistrzyni świata w snookerze IBSF 2017, kobiety
- Ćwierćfinalistka Mistrzostw Świata Kobiet w Snookerze 2017
- 2017 Azjatyckie Halowe Igrzyska Sztuk Walki – srebrny medal w snookerze na sześciu czerwonych
- Mistrzyni świata w snookerze IBSF 2018
- Ćwierćfinalistka Mistrzostw Świata Kobiet w Snookerze 2018
- Półfinalistka Mistrzostw Świata Kobiet 6-Red 2018
- Półfinalistka Mistrzostw Świata Kobiet 2018 w 10-Czerwonych
- Półfinalistka Mistrzostw Świata Kobiet 2019 w 10-Czerwonych
- Ćwierćfinalistka Mistrzostw Świata Kobiet w Snookerze 2019
- Mistrzyni Świata w Snookerze Kobiet 2019 (z Baipat Siripaporn)
- Mistrzostwa Świata WPA Heyball 2024